# Estação 29
A Estação 29 será uma das estações do Metrô do Distrito Federal, situada em Ceilândia, ao lado da Estação 28. A estação estará localizada no Setor O.
Atualmente o projeto da estação está em processo de elaboração. Até o fim de 2013 as obras devem ser iniciadas. A expectativa é que durem 24 meses, a estação ficaria pronta, portanto, no final de 2015.
O nome Estação 29 se deve à sua numeração técnica. Outro nome deve ser escolhido fazendo referência à sua localização exata.